# Dois Corações
Dois Corações é o nono álbum de estúdio da dupla sertaneja Gian & Giovani, lançado em 1999. Depois do grande sucesso do disco ao vivo, Gian e Giovani lançaram no final de 1999 seu décimo álbum, intitulado como Dois Corações. Esse álbum foi o retorno da dupla à gravadora Warner/Continental, extinta Chantecler, depois de quase 5 anos na BMG. O disco trazia como carro-chefe a música “Dois Corações”, que levava o nome do disco, sendo bem executada e ganhando as paradas daquela época. O álbum com 14 faixas trazia, além de músicas românticas, outras voltadas para o lado country, pois os rodeios ganhavam bastante força nesse período no Brasil. A segunda faixa trabalhada foi a música “Gol Do Coração”, que ganhou até um videoclipe gravado na Avenida Paulista, em São Paulo (capital) e em algumas locações "country", tiveram destaque também as canções “A Verdade Veio À Tona”, "Pele De Maçã", "Cheiro de Sedução" e "Padroeira Do Rodeio", com a participação de Marco Brasil, dentre outras. Em pouco tempo, os irmãos já alcançavam a marca de quase meio milhão de cópias nesse trabalho.

## Curiosidades
- Uma das principais novidades desse CD, na época, seria a participação de Shania Twain, a mais bem sucedida cantora na história da música country e uma das bem sucedidas artistas de todos os tempos, tendo como titulo a "Primeira-dama do Country e Rainha do Country Pop". A canção que iriam gravar, seria a versão de You're Still the One, um grande sucesso da cantora canadense, lançada em janeiro de 98. A expectativa era tão grande, que em maio de 99, Giovani falou sobre essa possibilidade. Uma das principais novidades no novo CD será a participação de uma cantora internacional famosa em todo o mundo, segundo Giovani. “Não posso revelar o nome dela agora porque estamos acertando os últimos detalhes para sua participação. E também estragaria a surpresa”, disse. Por motivos não divulgados, a versão juntamente com a participação de Shania, acabou não ocorrendo.[4]

- Com 3 meses de lançamento do disco "Dois Corações", a dupla concedeu uma entrevista ao Bate Papo UOL, em fevereiro de 2000, comemorando o disco de platina duplo e a marca de 7 milhões de discos vendidos na carreira.[5]

## Faixas
| N.º            | Título                                     | Compositor(es)                       | Duração |  |
| 1.             | "Dois Corações"                            | César Augusto / Piska                | 3:49    |  |
| 2.             | "A Verdade Veio À Tona"                    | Regis Danese / Luiz Claudio          | 3:58    |  |
| 3.             | "Gol do Coração"                           | Pinocchio                            | 3:19    |  |
| 4.             | "Pele de Maçã"                             | Lalo Prado / Cecilio Nena            | 3:57    |  |
| 5.             | "Hey! Hey! Trem Bão"                       | Nildomar Dantas / Ivan Medeiros      | 2:38    |  |
| 6.             | "Cheiro de Sedução"                        | Nildomar Dantas / Ivan Medeiros      | 3:59    |  |
| 7.             | "Cospe Grosso"                             | Paulo Debétio / Paulinho Rezende     | 2:48    |  |
| 8.             | "Quem Ama Perdoa"                          | Juraildes da Cruz                    | 3:53    |  |
| 9.             | "Padroeira do Rodeio (part. Marco Brasil)" | Marcos Pajé / Valdir Vera / Matheus) | 4:29    |  |
| 10.            | "Por Acaso"                                | Fátima Leão / Alexandre / Netto      | 3:48    |  |
| 11.            | "Sem Você Não Sou Nada"                    | Pinocchio                            | 3:37    |  |
| 12.            | "Anoiteceu"                                | Waldir Luz / Marcos Maceió           | 3:30    |  |
| 13.            | "A Morena Proibida"                        | Nildomar Dantas / Ivan Medeiros      | 2:43    |  |
| 14.            | "Que Seja Eterno Como o Criador"           | Zé Henrique                          | 3:23    |  |
| Duração total: | Duração total:                             | Duração total:                       | 45:91   |  |

### Certificações
| Brasil (ABPD)                             | 500.000* | 2× Platina | 2000 |
| *número de vendas baseado na certificação |          |            |      |